# Monte Rosso (Colli Euganei)
Il Monte Rosso (174 m) è situato nei comuni di Teolo e Abano Terme (Padova); esso si trova all'estremità nordorientale dei Colli Euganei.